# Whitewater (Montana)
Whitewater es un lugar designado por el censo ubicado en el condado de Phillips en el estado estadounidense de Montana. En el Censo de 2010 tenía una población de 64 habitantes y una densidad poblacional de 23,38 personas por km².

## Geografía
Whitewater se encuentra ubicado en las coordenadas 48°45′49″N 107°37′49″O / 48.76361, -107.63028. Según la Oficina del Censo de los Estados Unidos, Whitewater tiene una superficie total de 2.74 km², de la cual 2.74 km² corresponden a tierra firme y (0%) 0 km² es agua.

## Demografía
Según el censo de 2010, había 64 personas residiendo en Whitewater. La densidad de población era de 23,38 hab./km². De los 64 habitantes, Whitewater estaba compuesto por el 75% blancos, el 0% eran afroamericanos, el 15.63% eran amerindios, el 0% eran asiáticos, el 0% eran isleños del Pacífico, el 6.25% eran de otras razas y el 3.13% pertenecían a dos o más razas. Del total de la población el 6.25% eran hispanos o latinos de cualquier raza.